# Omodysplasie
L' omodysplasie désigne les  maladies constitutionnelles de l'os touchant principalement l'épaule. Le préfixe « omo » signifie épaule en grec.
Le tableau clinique associe :
- Des anomalies de la face (front large, hypertélorisme, dépression nasale, long philtrum)
- Des anomalies de l'humérus atteignant le coude
- Parfois un nanisme par diminution de la longueur du fémur
- Des anomalies génitales (cryptorchidie..)

Il existe deux types d'omodysplasie
- Un type à transmission autosomique dominante
- Un type à transmission autosomique récessive

## Autres noms
Aucun autre nom connu

## Étiologie
Gène en cause : inconnu, mais ce syndrome peut associé à la consanguinité

## Description
Omodysplasie à transmission autosomique dominante
- L'anomalie de l'humérus est la principale anomalie avec:
  - Défaut de croissance de la partie distale de l'humérus
  - Condyle hypoplasique
  - Un distasis radius - cubitus
  - Une dislocation de la tête du radius

Omodysplasie à transmission autosomique récessive
- Le nanisme est marqué (beaucoup plus que dans l'autre forme)
- Le retard mental est possible